# Hockey Pro League femenina 2022-23
La Hockey Pro League femenina de 2022-23 es la cuarta edición del campeonato de hockey sobre césped para equipos nacionales femeninos. El torneo comenzó el 4 de noviembre de 2022 y terminará el 5 de julio de 2023.

## Formato
Se mantiene el sistema de todos contra todos, pero para limitar los movimientos de viaje, la Federación Internacional de Hockey (FIH) ha decidido modificar el formato. Ya no hay partidos de ida y vuelta, sino una serie de "minitorneos" en los que tres equipos nacionales se encuentran en un mismo lugar en el que cada equipo juega dos veces contra los demás equipos. Si se cancela uno de los dos partidos jugados entre dos equipos, el ganador del otro partido recibirá el doble de puntos.   
Una victoria vale tres puntos por partido. En caso de empate al final del tiempo reglamentario, ambos equipos recibirán un punto, y un shoot out determinará cual equipo recibirá un punto adicional. El equipo que termina en primer lugar de la clasificación final será el ganador de esta edición del Hockey Pro League. El equipo que termina en último lugar será relegado a la Hockey Nations Cup.

## Equipos clasificados
- Argentina
- Australia
- Bélgica
- China
- Alemania
- Reino Unido
- Países Bajos
- Nueva Zelanda
- Estados Unidos

## Resultados

### Posiciones
| Pos. | Equipo           | Pts. | PJ | G  | GSO | PSO | P  | GF | GC | Dif. | Descenso                    |
| ---- | ---------------- | ---- | -- | -- | --- | --- | -- | -- | -- | ---- | --------------------------- |
| 1    | Países Bajos (C) | 46   | 16 | 15 | 0   | 1   | 0  | 62 | 15 | +47  |                             |
| 2    | Argentina        | 32   | 16 | 10 | 0   | 2   | 4  | 30 | 17 | +13  |                             |
| 3    | Australia        | 31   | 16 | 7  | 4   | 2   | 3  | 28 | 23 | +5   |                             |
| 4    | Bélgica          | 30   | 16 | 8  | 2   | 2   | 4  | 35 | 20 | +15  |                             |
| 5    | Alemania         | 29   | 16 | 7  | 3   | 2   | 4  | 38 | 29 | +9   |                             |
| 6    | Reino Unido      | 21   | 16 | 7  | 0   | 0   | 9  | 25 | 34 | −9   |                             |
| 7    | China            | 10   | 16 | 2  | 1   | 2   | 11 | 23 | 37 | −14  |                             |
| 8    | Nueva Zelanda    | 10   | 16 | 2  | 1   | 2   | 11 | 17 | 48 | −31  |                             |
| 9    | Estados Unidos   | 7    | 16 | 1  | 2   | 0   | 13 | 13 | 48 | −35  | Relegado al FIH Nations Cup |

 Fuente: FIH
Criterios de clasificación: 1) puntos; 2) partidos ganados; 3) diferencia de goles; 4) goles a favor; 5) resultados enfrentamientos entre sí; 6) goles de campo anotados.

### Resultados
Todos los partidos se encuentran en horario local.
| 4 de noviembre de 2022 | Bélgica                                                             | 3–3 (4–3 p.)               | Alemania                                               | Estadio Mendocino de Hockey, Mendoza                    |                                                         |
| 19:10                  | Puvrez 1' · Raye 41' · Englebert 48'                                | Reporte                    | Lorenz 3' · Heinz 22' · Micheel 23'                    | Árbitra: Catalina Montesino (CHI) Rachel Williams (ENG) | Árbitra: Catalina Montesino (CHI) Rachel Williams (ENG) |
|                        |                                                                     | Tiros desde el punto penal |                                                        |                                                         |                                                         |
|                        | Versavel · Englebert · Ballenghien · Struijk · Duquesne · Englebert |                            | Strauss · Heinz · Zimmermann · Lorenz · Oruz · Strauss |                                                         |                                                         |

| 5 de noviembre de 2022 | Argentina                                           | 4–2     | Alemania                    | Estadio Mendocino de Hockey, Mendoza                |                                                     |
| 19:10                  | Granatto 1', 33' · Toccalino 41' · Trinchinetti 55' | Reporte | Lorenz 4' · Stapenhorst 35' | Árbitra: Catalina Montesino (CHI) Tyler Klenk (CAN) | Árbitra: Catalina Montesino (CHI) Tyler Klenk (CAN) |

| 6 de noviembre de 2022 | Argentina        | 1–0     | Bélgica | Estadio Mendocino de Hockey, Mendoza             |                                                  |
| 19:10                  | Costa Biondi 28' | Reporte |         | Árbitra: Federico García (URU) Tyler Klenk (CAN) | Árbitra: Federico García (URU) Tyler Klenk (CAN) |

| 7 de noviembre de 2022 | Alemania                                  | 2–2 (3–2 p.)               | Bélgica                                              | Estadio Mendocino de Hockey, Mendoza            |                                                 |
| 19:10                  | Saenger 14' · Strauss 33'                 | Reporte                    | Versavel 10' · Ballenghien 59'                       | Árbitra: Rachel Williams (ENG) Bruce Bale (ENG) | Árbitra: Rachel Williams (ENG) Bruce Bale (ENG) |
|                        |                                           | Tiros desde el punto penal |                                                      |                                                 |                                                 |
|                        | Stoffelsma · Lorenz · Strauss · Weidemann |                            | Nelen · Ballenghien · Versavel · Englebert · Struijk |                                                 |                                                 |

| 8 de noviembre de 2022 | Argentina                       | 2–2 (0–3 p.)               | Alemania                            | Estadio Mendocino de Hockey, Mendoza             |                                                  |
| 19:10                  | Jankunas 47', 53'               | Reporte                    | Stapenhorst 9' · Maertens 55'       | Árbitra: Federico García (URU) Tyler Klenk (CAN) | Árbitra: Federico García (URU) Tyler Klenk (CAN) |
|                        |                                 | Tiros desde el punto penal |                                     |                                                  |                                                  |
|                        | Ma. Fernández · Andrade · Thome |                            | Oruz · Lorenz · Strauss · Weidemann |                                                  |                                                  |

| 9 de noviembre de 2022 | Argentina                                                   | 2–2 (1–2 p.)               | Bélgica                                     | Estadio Mendocino de Hockey, Mendoza                 |                                                      |
| 19:10                  | Costa Biondi 29' · Jankunas 44'                             | Reporte                    | Struijk 32' · Ballenghien 47'               | Árbitra: Federico García (URU) Rachel Williams (ENG) | Árbitra: Federico García (URU) Rachel Williams (ENG) |
|                        |                                                             | Tiros desde el punto penal |                                             |                                                      |                                                      |
|                        | Von der Heyde · Sánchez · Granatto · Jankunas · Albertarrio |                            | Versavel · Ballenghien · Englebert · Breyne |                                                      |                                                      |

| 13 de diciembre de 2022 | Reino Unido | 1–2     | Países Bajos         | Polideportivo Provincial, Santiago del Estero        |                                                      |
| 19:10                   | Petter 12'  | Reporte | Moes 8' · Jansen 18' | Árbitra: Laurine Delforge (BEL) Maggie Giddens (USA) | Árbitra: Laurine Delforge (BEL) Maggie Giddens (USA) |

| 14 de diciembre de 2022 | Argentina     | 1–3     | Países Bajos                    | Polideportivo Provincial, Santiago del Estero        |                                                      |
| 19:10                   | Gorzelany 29' | Reporte | Dicke 5' · Burg 9' · Jansen 20' | Árbitra: Laurine Delforge (BEL) Ayanna McClean (TTO) | Árbitra: Laurine Delforge (BEL) Ayanna McClean (TTO) |

| 15 de diciembre de 2022 | Argentina                                 | 3–0     | Reino Unido | Polideportivo Provincial, Santiago del Estero       |                                                     |
| 19:10                   | Gorzelany 31' · Granatto 33' · Campoy 39' | Reporte |             | Árbitra: Federico García (URU) Ayanna McClean (TTO) | Árbitra: Federico García (URU) Ayanna McClean (TTO) |

| 16 de diciembre de 2022 | Países Bajos                                                          | 6–0     | Reino Unido | Polideportivo Provincial, Santiago del Estero      |                                                    |
| 19:10                   | Veen 11', 52' · Albers 17' · Sanders 25' · Barentsen 46' · Welten 54' | Reporte |             | Árbitra: Ayanna McClean (TTO) Maggie Giddens (USA) | Árbitra: Ayanna McClean (TTO) Maggie Giddens (USA) |

| 17 de diciembre de 2022 | Argentina | 0–2     | Países Bajos          | Polideportivo Provincial, Santiago del Estero        |                                                      |
| 19:10                   |           | Reporte | Moes 31' · Jansen 58' | Árbitra: Maggie Giddens (USA) Laurine Delforge (BEL) | Árbitra: Maggie Giddens (USA) Laurine Delforge (BEL) |

| 18 de diciembre de 2022 | Argentina   | 1–0     | Reino Unido | Polideportivo Provincial, Santiago del Estero     |                                                   |
| 19:10                   | Jankunas 2' | Reporte |             | Árbitra: Sean Rapaport (RSA) Maggie Giddens (USA) | Árbitra: Sean Rapaport (RSA) Maggie Giddens (USA) |

| 10 de febrero de 2023 | Australia                                 | 1–1 (3–1 p.)               | China                      | Sydney Olympic Park Hockey Centre, Sídney         |                                                   |
| 18:40                 | Malone 29'                                | Reporte                    | Zhang Xin. 23'             | Árbitra: Kelly Hudson (NZL) Junko Wagatsuma (JPN) | Árbitra: Kelly Hudson (NZL) Junko Wagatsuma (JPN) |
|                       |                                           | Tiros desde el punto penal |                            |                                                   |                                                   |
|                       | Colwill · Williams · Greiner · G. Stewart |                            | Ma N. · He · Chen Y. · Zou |                                                   |                                                   |

| 11 de febrero de 2023 | China     | 1–2     | Alemania                   | Sydney Olympic Park Hockey Centre, Sídney             |                                                       |
| 16:40                 | Zhong 17' | Reporte | Lorenz 11' · Fleschütz 25' | Árbitra: Aleisha Neumann (AUS) Kristy Robertson (AUS) | Árbitra: Aleisha Neumann (AUS) Kristy Robertson (AUS) |

| 12 de febrero de 2023 | Australia                        | 3–0     | Alemania | Sydney Olympic Park Hockey Centre, Sídney         |                                                   |
| 16:40                 | Malone 24', 24' · G. Stewart 58' | Reporte |          | Árbitra: Junko Wagatsuma (JPN) Kelly Hudson (NZL) | Árbitra: Junko Wagatsuma (JPN) Kelly Hudson (NZL) |

| 13 de febrero de 2023 | Australia                                  | 2–2 (4–3 p.)               | China                                | Sydney Olympic Park Hockey Centre, Sídney          |                                                    |
| 18:40                 | Claxton 52' · Peris 57'                    | Reporte                    | Zhong 37' · Gu B. 48'                | Árbitra: Kelly Hudson (NZL) Kristy Robertson (AUS) | Árbitra: Kelly Hudson (NZL) Kristy Robertson (AUS) |
|                       |                                            | Tiros desde el punto penal |                                      |                                                    |                                                    |
|                       | Schonell · Malone · Peris · Nobbs · Lawton |                            | Liang · Zhong · Li H. · Zou · Liu C. |                                                    |                                                    |

| 14 de febrero de 2023 | Alemania                                | 3–0     | China | Sydney Olympic Park Hockey Centre, Sídney             |                                                       |
| 18:40                 | Horn 49' · Stapenhorst 53' · Lorenz 54' | Reporte |       | Árbitra: Kristy Robertson (AUS) Aleisha Neumann (AUS) | Árbitra: Kristy Robertson (AUS) Aleisha Neumann (AUS) |

| 15 de febrero de 2023 | Australia                                   | 3–3 (1–2 p.)               | Alemania                                       | Sydney Olympic Park Hockey Centre, Sídney            |                                                      |
| 18:40                 | Fitzpatrick 1' · Peris 22' · Kershaw 54'    | Reporte                    | Pieper 8' · Fleschütz 46' · Strauss 57'        | Árbitra: Junko Wagatsuma (JPN) Aleisha Neumann (AUS) | Árbitra: Junko Wagatsuma (JPN) Aleisha Neumann (AUS) |
|                       |                                             | Tiros desde el punto penal |                                                |                                                      |                                                      |
|                       | Schonell · Kershaw · Malone · Nobbs · Peris |                            | Weidemann · Lorenz · Strauss · Schröder · Huse |                                                      |                                                      |

| 18 de febrero de 2023 | Nueva Zelanda               | 1–1 (0–2 p.)               | Estados Unidos                   | National Hockey Stadium, Wellington             |                                                 |
| 15:10                 | Dickins 60'                 | Reporte                    | Caarls 21'                       | Árbitra: Junko Wagatsuma (JPN) Cookie Tan (SGP) | Árbitra: Junko Wagatsuma (JPN) Cookie Tan (SGP) |
|                       |                             | Tiros desde el punto penal |                                  |                                                 |                                                 |
|                       | Doar · Ralph · Tynan · Hull |                            | Lepage · Crouse · Sessa · Yeager |                                                 |                                                 |

| 19 de febrero de 2023 | Nueva Zelanda                        | 1–1 (1–2 p.)               | China                                   | National Hockey Stadium, Wellington          |                                              |
| 15:10                 | Shannon 33'                          | Reporte                    | Xu Y. 33'                               | Árbitra: Amber Church (NZL) Cookie Tan (SGP) | Árbitra: Amber Church (NZL) Cookie Tan (SGP) |
|                       |                                      | Tiros desde el punto penal |                                         |                                              |                                              |
|                       | Doar · Ralph · Merry · Hull · Jaques |                            | Chen Y. · Zhong · Zou · Zhang Xia. · He |                                              |                                              |

| 20 de febrero de 2023 | China                           | 4–1     | Estados Unidos | National Hockey Stadium, Wellington               |                                                   |
| 16:10                 | Gu Y. 11' · Gu B. 33', 57', 59' | Reporte | Golini 53'     | Árbitra: Amber Church (NZL) Junko Wagatsuma (JPN) | Árbitra: Amber Church (NZL) Junko Wagatsuma (JPN) |

| 24 de febrero de 2023 | Estados Unidos          | 2–0     | China | National Hockey Stadium, Wellington             |                                                 |
| 16:10                 | Caarls 28' · Golini 33' | Reporte |       | Árbitra: Rachel Williams (ENG) Cookie Tan (SGP) | Árbitra: Rachel Williams (ENG) Cookie Tan (SGP) |

| 25 de febrero de 2023 | Nueva Zelanda                              | 4–1     | Estados Unidos | National Hockey Stadium, Wellington                  |                                                      |
| 15:10                 | Hull 5', 57' · Shannon 33' · H. Cotter 55' | Reporte | Crouse 20'     | Árbitra: Rachel Williams (ENG) Junko Wagatsuma (JPN) | Árbitra: Rachel Williams (ENG) Junko Wagatsuma (JPN) |

| 26 de febrero de 2023 | Nueva Zelanda             | 2–5     | China                                                 | National Hockey Stadium, Wellington             |                                                 |
| 15:10                 | Merry 21' · H. Cotter 43' | Reporte | Gu B. 9' · Zhang Xia. 23' · Chen 27', 53' · Liang 55' | Árbitra: David Tomlinson (NZL) Cookie Tan (SGP) | Árbitra: David Tomlinson (NZL) Cookie Tan (SGP) |

| 28 de febrero de 2023 | Australia                      | 2–0     | Argentina | Tasmanian Hockey Centre, Hobart                 |                                                 |
| 17:10                 | Cullum-Sanders 2' · Taylor 18' | Reporte |           | Árbitra: Rachel Williams (ENG) Cookie Tan (SGP) | Árbitra: Rachel Williams (ENG) Cookie Tan (SGP) |

| 1 de marzo de 2023 | Australia                                   | 0–0 (1–3 p.)               | Estados Unidos                              | Tasmanian Hockey Centre, Hobart                 |                                                 |
| 17:10              |                                             | Reporte                    |                                             | Árbitra: Rachel Williams (ENG) Cookie Tan (SGP) | Árbitra: Rachel Williams (ENG) Cookie Tan (SGP) |
|                    |                                             | Tiros desde el punto penal |                                             |                                                 |                                                 |
|                    | Cullum-Sanders · A. Wilson · Tonkin · Young |                            | Lepage · Golini · Crouse · Sessa · De Vries |                                                 |                                                 |

| 2 de marzo de 2023 | Argentina                                | 3–0     | Estados Unidos | Tasmanian Hockey Centre, Hobart                 |                                                 |
| 17:10              | Gorzelany 10' · Cairó 23' · Granatto 45' | Reporte |                | Árbitra: Rachel Williams (ENG) Cookie Tan (SGP) | Árbitra: Rachel Williams (ENG) Cookie Tan (SGP) |

| 3 de marzo de 2023 | Australia | 0–1     | Argentina         | Tasmanian Hockey Centre, Hobart              |                                              |
| 19:10              |           | Reporte | Von der Heyde 48' | Árbitra: Cookie Tan (SGP) Raghu Prasad (IND) | Árbitra: Cookie Tan (SGP) Raghu Prasad (IND) |

| 4 de marzo de 2023 | Australia               | 2–1     | Estados Unidos | Tasmanian Hockey Centre, Hobart                   |                                                   |
| 19:10              | Colwill 4' · Lawton 58' | Reporte | Hoffman 22'    | Árbitra: Rachel Williams (ENG) Javed Shaikh (IND) | Árbitra: Rachel Williams (ENG) Javed Shaikh (IND) |

| 5 de marzo de 2023 | Estados Unidos | 0–3     | Argentina                               | Tasmanian Hockey Centre, Hobart                 |                                                 |
| 19:10              |                | Reporte | Granatto 18', 56' · Thome Gustavino 40' | Árbitra: Rachel Williams (ENG) Cookie Tan (SGP) | Árbitra: Rachel Williams (ENG) Cookie Tan (SGP) |

| 22 de abril de 2023 | Australia | 0–1     | Reino Unido | Ngā Puna Wai Sports Hub, Christchurch        |                                              |
| 14:10               |           | Reporte | Ansley 13'  | Árbitra: Emi Yamada (JPN) Amber Church (NZL) | Árbitra: Emi Yamada (JPN) Amber Church (NZL) |

| 23 de abril de 2023 | Nueva Zelanda | 0–2     | Reino Unido    | Ngā Puna Wai Sports Hub, Christchurch           |                                                 |
| 16:40               |               | Reporte | Howard 9', 23' | Árbitra: Aleisha Neumann (AUS) Emi Yamada (JPN) | Árbitra: Aleisha Neumann (AUS) Emi Yamada (JPN) |

| 25 de abril de 2023 | Nueva Zelanda | 1–2     | Australia                  | Ngā Puna Wai Sports Hub, Christchurch             |                                                   |
| 14:10               | Shannon 6'    | Reporte | Brooks 49' · A. Wilson 58' | Árbitra: Amber Church (NZL) Aleisha Neumann (AUS) | Árbitra: Amber Church (NZL) Aleisha Neumann (AUS) |

| 28 de abril de 2023 | Reino Unido | 1–3     | Australia                     | Ngā Puna Wai Sports Hub, Christchurch        |                                              |
| 17:10               | Howard 10'  | Reporte | Greiner 30', 55' · Taylor 36' | Árbitra: Emi Yamada (JPN) Amber Church (NZL) | Árbitra: Emi Yamada (JPN) Amber Church (NZL) |

| 29 de abril de 2023 | Nueva Zelanda | 1–6     | Reino Unido                                                                | Ngā Puna Wai Sports Hub, Christchurch           |                                                 |
| 14:10               | K. Cotter 28' | Reporte | Petter 2' · Bourne 4' · Balsdon 20' · Howard 51' · Martin 55' · Ansley 60' | Árbitra: Aleisha Neumann (AUS) Emi Yamada (JPN) | Árbitra: Aleisha Neumann (AUS) Emi Yamada (JPN) |

| 30 de abril de 2023 | Nueva Zelanda | 1–2     | Australia         | Ngā Puna Wai Sports Hub, Christchurch             |                                                   |
| 16:40               | Merry 14'     | Reporte | Schonell 45', 50' | Árbitra: Amber Church (NZL) Aleisha Neumann (AUS) | Árbitra: Amber Church (NZL) Aleisha Neumann (AUS) |

| 26 de mayo de 2023 | Reino Unido | 1–0     | China | Lee Valley Hockey Stadium, Londres               |                                                  |
| 17:10              | Martin 39'  | Reporte |       | Árbitra: Ayanna McClean (TTO) Wanri Venter (RSA) | Árbitra: Ayanna McClean (TTO) Wanri Venter (RSA) |

| 27 de mayo de 2023 | Bélgica                                  | 3–1     | China     | Lee Valley Hockey Stadium, Londres              |                                                 |
| 15:10              | Blockmans 11' · White 19' · Versavel 48' | Reporte | Gu B. 42' | Árbitra: Lim Hong-Zhen (SGP) Wanri Venter (RSA) | Árbitra: Lim Hong-Zhen (SGP) Wanri Venter (RSA) |

| 28 de mayo de 2023 | Reino Unido             | 2–3     | Bélgica                                | Lee Valley Hockey Stadium, Londres               |                                                  |
| 15:10              | Balsdon 8' · Ansley 48' | Reporte | Englebert 23' · White 25' · Bonami 34' | Árbitra: Ahmed El-Sayed (EGY) Wanri Venter (RSA) | Árbitra: Ahmed El-Sayed (EGY) Wanri Venter (RSA) |

| 2 de junio de 2023 | Reino Unido                                | 4–3     | China                                | Lee Valley Hockey Stadium, Londres                 |                                                    |
| 17:10              | Owsley 2' · Martin 5', 40' · Robertson 20' | Reporte | Gu B. 10' · Zhang Xin. 50' · Zou 51' | Árbitra: Ahmed El-Sayed (EGY) Ayanna McClean (TTO) | Árbitra: Ahmed El-Sayed (EGY) Ayanna McClean (TTO) |

| 3 de junio de 2023 | China      | 1–3     | Bélgica                                  | Lee Valley Hockey Stadium, Londres                |                                                   |
| 15:10              | Liu C. 52' | Reporte | Rasir 12' · White 26' · Vanden Borre 54' | Árbitra: Ayanna McClean (TTO) Sean Rapaport (RSA) | Árbitra: Ayanna McClean (TTO) Sean Rapaport (RSA) |

| 4 de junio de 2023 | Reino Unido | 0–3     | Bélgica                           | Lee Valley Hockey Stadium, Londres               |                                                  |
| 15:10              |             | Reporte | Gerniers 48' · Englebert 52', 54' | Árbitra: Ayanna McClean (TTO) Wanri Venter (RSA) | Árbitra: Ayanna McClean (TTO) Wanri Venter (RSA) |

| 7 de junio de 2023 | Países Bajos                               | 4–0     | China | HC Oranje-Rood, Eindhoven                         |                                                   |
| 16:10              | Albers 3' · Fokke 4' · Veen 43' · Burg 45' | Reporte |       | Árbitra: Hannah Harrison (ENG) Sarah Wilson (SCO) | Árbitra: Hannah Harrison (ENG) Sarah Wilson (SCO) |

| 8 de junio de 2023 | Países Bajos                                           | 7–2     | Australia      | HC Oranje-Rood, Eindhoven                                   |                                                             |
| 20:40              | Jansen 12', 22', 58' · Matla 16', 49' · Dicke 21', 48' | Reporte | Malone 4', 40' | Árbitra: Laurine Delforge (BEL) Céline Martin-Schmets (BEL) | Árbitra: Laurine Delforge (BEL) Céline Martin-Schmets (BEL) |

| 9 de junio de 2023 | Argentina              | 2–1     | China        | HC Oranje-Rood, Eindhoven                                  |                                                            |
| 18:10              | Thome 37' · Raposo 60' | Reporte | Zhang X. 52' | Árbitra: Hannah Harrison (ENG) Céline Martin-Schmets (BEL) | Árbitra: Hannah Harrison (ENG) Céline Martin-Schmets (BEL) |

| 10 de junio de 2023 | Países Bajos                            | 4–2     | China            | HC Oranje-Rood, Eindhoven                          |                                                    |
| 17:40               | Dicke 19' · Jansen 25', 53' · Matla 42' | Reporte | He 19' · Zao 34' | Árbitra: Laurine Delforge (BEL) Sarah Wilson (SCO) | Árbitra: Laurine Delforge (BEL) Sarah Wilson (SCO) |

| 11 de junio de 2023 | Países Bajos                               | 3–3 (1–2 p.)               | Australia                           | HC Oranje-Rood, Eindhoven                              |                                                        |
| 17:40               | Verschoor 6' · Jansen 20' · Albers 29'     | Reporte                    | Peris 15' · Malone 22' · Brooks 28' | Árbitra: Ben Göntgen (GER) Céline Martin-Schmets (BEL) | Árbitra: Ben Göntgen (GER) Céline Martin-Schmets (BEL) |
|                     |                                            | Tiros desde el punto penal |                                     |                                                        |                                                        |
|                     | De Waard · Veen · Moes · Verschoor · Matla |                            | Schonell · Malone · Kershaw · Nobbs |                                                        |                                                        |

| 12 de junio de 2023 | China        | 1–2     | Argentina                       | HC Oranje-Rood, Eindhoven                         |                                                   |
| 18:10               | Zhang Y. 26' | Reporte | Piccardo 21' · Costa Biondi 58' | Árbitra: Hannah Harrison (ENG) Sarah Wilson (SCO) | Árbitra: Hannah Harrison (ENG) Sarah Wilson (SCO) |

| 16 de junio de 2023 | Reino Unido | 0–2     | Alemania               | Lee Valley Hockey Stadium, Londres                      |                                                         |
| 12:40               |             | Reporte | Wenzel 51' · Heinz 56' | Árbitra: Alison Keogh (IRL) Céline Martin-Schmets (BEL) | Árbitra: Alison Keogh (IRL) Céline Martin-Schmets (BEL) |

| 16 de junio de 2023 | Bélgica | 0–2     | Australia                | Wilrijkse Plein, Amberes                           |                                                    |
| 20:10               |         | Reporte | Schonell 8' · Malone 35' | Árbitra: Annelize Rostron (RSA) Liu Xiaoying (CHN) | Árbitra: Annelize Rostron (RSA) Liu Xiaoying (CHN) |

| 17 de junio de 2023 | Países Bajos                                                        | 6–0     | Estados Unidos | Lee Valley Hockey Stadium, Londres                     |                                                        |
| 12:40               | Dicke 7', 50' · Burg 20' · Van Laarhoven 49' · Veen 54' · Fokke 58' | Reporte |                | Árbitra: Céline Martin-Schmets (BEL) Tyler Klenk (CAN) | Árbitra: Céline Martin-Schmets (BEL) Tyler Klenk (CAN) |

| 17 de junio de 2023 | Argentina        | 1–2     | Nueva Zelanda           | Wilrijkse Plein, Amberes                           |                                                    |
| 14:10               | Costa Biondi 20' | Reporte | Shannon 11' · Ralph 44' | Árbitra: Liu Xiaoying (CHN) Michelle Meister (GER) | Árbitra: Liu Xiaoying (CHN) Michelle Meister (GER) |

| 18 de junio de 2023 | Reino Unido                                     | 4–2     | Estados Unidos        | Lee Valley Hockey Stadium, Londres                     |                                                        |
| 12:40               | Crackles 4' · S. Hamilton 10' · Watson 23', 29' | Reporte | Tamer 25' · Sessa 27' | Árbitra: Alison Keogh (IRL) Germán Montes de Oca (ARG) | Árbitra: Alison Keogh (IRL) Germán Montes de Oca (ARG) |

| 18 de junio de 2023 | Bélgica                                                                          | 7–0     | Nueva Zelanda | Wilrijkse Plein, Amberes                             |                                                      |
| 14:10               | Marien 6', 47' · Vanden Borre 7' · Englebert 42' · White 54', 58' · Versavel 56' | Reporte |               | Árbitra: Coen van Bunge (NED) Annelize Rostron (RSA) | Árbitra: Coen van Bunge (NED) Annelize Rostron (RSA) |

| 19 de junio de 2023 | Bélgica                                                   | 1–1 (2–3 p.)               | Australia                                         | Wilrijkse Plein, Amberes                                        |                                                                 |
| 20:10               | Vanden Borre 27'                                          | Reporte                    | Kershaw 10'                                       | Árbitra: Germán Montes de Oca (ARG) Céline Martin-Schmets (BEL) | Árbitra: Germán Montes de Oca (ARG) Céline Martin-Schmets (BEL) |
|                     |                                                           | Tiros desde el punto penal |                                                   |                                                                 |                                                                 |
|                     | Englebert · Versavel · Rasir · Breyne · Blockmans · Rasir |                            | Kershaw · Malone · Lawton · Nobbs · Peris · Nobbs |                                                                 |                                                                 |

| 19 de junio de 2023 | Reino Unido | 1–4     | Alemania                                           | Lee Valley Hockey Stadium, Londres                     |                                                        |
| 20:40               | Rayer 23'   | Reporte | Granitzki 1' · Fleschütz 6' · Huse 33' · Heinz 58' | Árbitra: Annelize Rostron (RSA) Michelle Meister (GER) | Árbitra: Annelize Rostron (RSA) Michelle Meister (GER) |

| 20 de junio de 2023 | Estados Unidos         | 2–3     | Países Bajos                      | Lee Valley Hockey Stadium, Londres                      |                                                         |
| 14:40               | Tamer 2' · Rodgers 36' | Reporte | Burg 39', 42' · Van Laarhoven 56' | Árbitra: Alison Keogh (IRL) Céline Martin-Schmets (BEL) | Árbitra: Alison Keogh (IRL) Céline Martin-Schmets (BEL) |

| 20 de junio de 2023 | Nueva Zelanda | 0–4     | Argentina                                                  | Wilrijkse Plein, Amberes                           |                                                    |
| 17:40               |               | Reporte | Alonso 15' · Albertarrio 42' · Toccalino 50' · Costa 56' · | Árbitra: Liu Xiaoying (CHN) Annelize Rostron (RSA) | Árbitra: Liu Xiaoying (CHN) Annelize Rostron (RSA) |

| 21 de junio de 2023 | Bélgica                     | 2–1     | Nueva Zelanda | Wilrijkse Plein, Amberes                           |                                                    |
| 17:40               | Vanden Borre 1' · White 16' | Reporte | White 57'     | Árbitra: Michelle Meister (GER) Liu Xiaoying (CHN) | Árbitra: Michelle Meister (GER) Liu Xiaoying (CHN) |

| 21 de junio de 2023 | Reino Unido               | 2–1     | Estados Unidos | Lee Valley Hockey Stadium, Londres |  |
| 20:10               | Hamilton 22' · Owsley 58' | Reporte | Caarls 45'     |                                    |  |

| 23 de junio de 2023 | Países Bajos                               | 5–0     | Alemania | Estadio Wagener, Amstelveen                        |                                                    |
| 19:40               | Matla 9' · Jansen 18', 23' · Burg 55', 55' | Reporte |          | Árbitra: Annelize Rostron (RSA) Liu Xiaoying (CHN) | Árbitra: Annelize Rostron (RSA) Liu Xiaoying (CHN) |

| 24 de junio de 2023 | Países Bajos                                    | 4–1     | Nueva Zelanda | Estadio Wagener, Amstelveen |  |
| 15:10               | Matla 2' · Dicke 17' · Barentsen 20' · Veen 41' | Reporte | Cotter 56'    |                             |  |

| 25 de junio de 2023 | Alemania                                    | 3–1     | Nueva Zelanda | Estadio Wagener, Amstelveen                          |                                                      |
| 17:40               | Granitzki 2' · Zimmermann 41' · Micheel 50' | Reporte | Cotter 34'    | Árbitra: Gabriel Labate (ARG) Annelize Rostron (RSA) | Árbitra: Gabriel Labate (ARG) Annelize Rostron (RSA) |

| 26 de junio de 2023 | Países Bajos            | 2–1     | Alemania | Estadio Wagener, Amstelveen                           |                                                       |
| 19:40               | Sanders 45' · Dicke 55' | Reporte | Huse 58' | Árbitra: Irene Presenqui (ARG) Annelize Rostron (RSA) | Árbitra: Irene Presenqui (ARG) Annelize Rostron (RSA) |

| 27 de junio de 2023 | Países Bajos                                                               | 7–1     | Nueva Zelanda | Estadio Wagener, Amstelveen                        |                                                    |
| 17:10               | Yibbi Jansen 3' · De Waard 5' · Burg 8' · Zandee 37', 51' · Matla 40', 59' | Reporte | Merry 31'     | Árbitra: Liu Xiaoying (CHN) Jonas van 't Hek (NED) | Árbitra: Liu Xiaoying (CHN) Jonas van 't Hek (NED) |

| 28 de junio de 2023 | Nueva Zelanda                | 0–0 (3–1 p.)               | Alemania                               | Estadio Wagener, Amstelveen                       |                                                   |
| 17:10               |                              | Reporte                    |                                        | Árbitra: Liu Xiaoying (CHN) Irene Presenqui (ARG) | Árbitra: Liu Xiaoying (CHN) Irene Presenqui (ARG) |
|                     |                              | Tiros desde el punto penal |                                        |                                                   |                                                   |
|                     | Merry · Ralph · Hull · Tynan |                            | Heinz · Micheel · Strauss · Zimmermann |                                                   |                                                   |

| 30 de junio de 2023 | Alemania                                                        | 6–0     | Estados Unidos | Wilrijkse Plein, Amberes                          |                                                   |
| 17:40               | Nolte 1' · Wiedermann 9', 59' · Oruz 26' · Stapenhorst 28', 42' | Reporte |                | Árbitra: Sarah Wilson (SCO) Irene Presenqui (ARG) | Árbitra: Sarah Wilson (SCO) Irene Presenqui (ARG) |

| 1 de julio de 2023 | Bélgica | 0–2     | Países Bajos             | Wilrijkse Plein, Amberes                          |                                                   |
| 16:40              |         | Reporte | De Waard 53' · Matla 60' | Árbitra: Irene Presenqui (ARG) Alison Keogh (IRL) | Árbitra: Irene Presenqui (ARG) Alison Keogh (IRL) |

| 2 de julio de 2023 | Bélgica                                           | 4–0     | Estados Unidos | Wilrijkse Plein, Amberes                       |                                                |
| 16:40              | Vanden Borre 5', 51' · Marien 24' · Englebert 55' | Reporte |                | Árbitra: Sarah Wilson (SCO) Alison Keogh (IRL) | Árbitra: Sarah Wilson (SCO) Alison Keogh (IRL) |

| 3 de julio de 2023 | Estados Unidos         | 2–5     | Alemania                                                              | Wilrijkse Plein, Amberes                           |                                                    |
| 17:40              | Golini 48' · Grega 57' | Reporte | Heinz 5' · Stapenhorst 6' · Micheel 42' · Fleschütz 47' · Strauss 60' | Árbitra: Irene Presenqui (ARG) Michiel Otten (NED) | Árbitra: Irene Presenqui (ARG) Michiel Otten (NED) |

| 4 de julio de 2023 | Bélgica    | 1–2     | Países Bajos    | Wilrijkse Plein, Amberes                        |                                                 |
| 17:40              | Marien 41' | Reporte | Jansen 45', 52' | Árbitra: Alison Keogh (IRL) Michiel Otten (NED) | Árbitra: Alison Keogh (IRL) Michiel Otten (NED) |

| 5 de julio de 2023 | Bélgica    | 1–0     | Estados Unidos | Wilrijkse Plein, Amberes                          |                                                   |
| 20:10              | Bonami 22' | Reporte |                | Árbitra: Irene Presenqui (ARG) Sarah Wilson (SCO) | Árbitra: Irene Presenqui (ARG) Sarah Wilson (SCO) |